# Juan Huertas
Juan Huertas García (24 de junio de 1994) es un boxeador panameño. En los Juegos Olímpicos de Verano de 2012, compitió en el peso ligero masculino, pero fue derrotado en la primera ronda contra el puertorriqueño Félix Verdejo.

## Trayectoria
Ganó el Campeonato de Panamá y los Guantes de Oro Nacionales de Panamá como amateur en 2011. En 2012 compitió en los Juegos Olímpicos de Londres 2012, pero perdió en la primera pelea contra Félix Verdejo de Puerto Rico (5:11). Comenzó su carrera profesional en 15 de mayo de 2013 y ganó siete peleas seguidas, seis de ellas temprano. Después de una derrota por puntos contra Bergman Aguilar de Costa Rica en abril de 2014, ganó dos peleas posteriores. Entre otras cosas, se consagró campeón de Panamá y poseedor de los títulos superpluma “Fedecentro” y “Fedelatin” de la AMB.

## Récord Amateur
| 1 Ganadas (0 knockouts), 2 Derrotas(0 knockouts), 0 Empates |        |                      |      |              |            |                                                         |       |
| Res.                                                        | Récord | Oponente             | Tipo | Round Tiempo | Fecha      | Lugar                                                   | Notas |
| P                                                           | 1-2    | Felix Verdejo        | PTS  | 3 (3)        | 2012-07-29 | Centro de exposiciones ExCeL, Canning Town, Reino Unido |       |
| P                                                           | 1-1    | Ángel Gutiérrez      | PTS  | 3 (3)        | 2012-05-07 | Brasil                                                  |       |
| G                                                           | 1-0    | Stephen SaintSauveur | PTS  | 3 (3)        | 2012-05-05 | Brasil                                                  |       |

## Récord Profesional
| 16 Ganadas (12 knockouts), 4 Derrotas(3 knockouts), 0 Empates |        |                       |      |              |            |                                                                   |                                                                      |
| Res.                                                          | Récord | Oponente              | Tipo | Round Tiempo | Fecha      | Lugar                                                             | Notas                                                                |
| G                                                             | 17-4-1 | Argenor Cuero         | KO   | 5 (10)       | 2022-11-04 | Distrito Bar de la 93, Bogotá, Colombia                           |                                                                      |
| P                                                             | 16-4-1 | Miguel Madueño        | KO   | 5 (10)       | 2022-11-04 | Whitesands Events Center, Plant City, Estados Unidos              | Pierde el Título Latino Ligero OMB                                   |
| G                                                             | 16-3-1 | Jonhatan Cardoso      | TKO  | 1 (10)       | 2022-06-17 | Coliseo de Combates, Ciudad de Panamá, Panamá                     | Gana el Título Latino Ligero OMB                                     |
| G                                                             | 15-3-1 | Fernando De La Rosa   | TKO  | 1 (6)        | 2022-04-29 | Centro de Convenciones Vasco Núñez de Balboa, Bella Vista, Panamá |                                                                      |
| P                                                             | 14-3-1 | Gary Antuanne Russell | TKO  | 2 (10)       | 2019-11-02 | MGM National Harbor, Oxon Hill, Estados Unidos                    |                                                                      |
| P                                                             | 14-2-1 | Jon Fernández         | KO   | 3 (8)        | 2018-04-20 | Polideportivo de Fadura, Guecho, España                           |                                                                      |
| E                                                             | 14-1-1 | Jeremy Triana         | MD   | 10 (10)      | 2017-10-28 | Casino Caribe, Medellín, Colombia                                 | Por el Título Latino Ligero CMB                                      |
| G                                                             | 14-1   | Nelson Guillen        | KO   | 2 (6)        | 2017-08-04 | Hotel Véneto, Ciudad de Panamá, Panamá                            |                                                                      |
| G                                                             | 13-1   | Wilman Contreras      | DQ   | 8 (8)        | 2017-05-27 | Centro de Convenciones Amador, Ciudad de Panamá, Panamá           |                                                                      |
| G                                                             | 12-1   | Alfredo Mirabal       | UD   | 8 (8)        | 2016-08-09 | Fantastic Casino, Albrook Mall, Panamá                            |                                                                      |
| G                                                             | 11-1   | Álvaro Cuadrado       | TKO  | 4 (11)       | 2016-04-30 | Arena Roberto Duran, Juan Díaz, Panamá                            | Retiene el título Fedelatin Superpluma AMB                           |
| G                                                             | 10-1   | Moisés Castro         | TKO  | 2 (8)        | 2015-08-13 | Fantastic Casino, Albrook Mall, Panamá                            |                                                                      |
| G                                                             | 9-1    | Freddy Fonseca        | SD   | 11 (11)      | 2015-03-27 | Hotel Sortis, Ciudad de Panamá, Panamá                            | Gana el título Fedelatin Superpluma AMB                              |
| G                                                             | 8-1    | Aurelio Acosta        | KO   | 3 (6)        | 2014-12-04 | Fantastic Casino, Albrook Mall, Panamá                            |                                                                      |
| P                                                             | 7-1    | Bergman Aguilar       | UD   | 11 (11)      | 2014-04-25 | Hotel El Panamá, Ciudad de Panamá, Panamá                         |                                                                      |
| G                                                             | 7-0    | Eric Castro           | TKO  | 2 (8)        | 2014-02-06 | Hotel Véneto, Ciudad de Panamá, Panamá                            | Gana el título CBPP Superpluma y el título Fedecentro Superpluma AMB |
| G                                                             | 6-0    | Danys Díaz            | TKO  | 4 (6)        | 2013-11-27 | Hotel Véneto, Ciudad de Panamá, Panamá                            |                                                                      |
| G                                                             | 5-0    | Denilson Herrera      | UD   | 6 (6)        | 2013-08-29 | Fantastic Casino, Albrook Mall, Panamá                            |                                                                      |
| G                                                             | 4-0    | Daniel Mulgrave       | TKO  | 2 (4)        | 2013-08-10 | Megapolis Convention Center, Ciudad de Panamá, Panamá             |                                                                      |
| G                                                             | 3-0    | Ronald Martínez       | TKO  | 2 (4)        | 2013-07-20 | Gimnasio de Curundú, Ciudad de Panamá, Panamá                     |                                                                      |
| G                                                             | 2-0    | José Prado            | TKO  | 3 (4)        | 2013-06-22 | Gimnasio Los Naranjos, Boquete, Panamá                            |                                                                      |
| G                                                             | 1-0    | Daniel Suárez         | TKO  | 1 (4)        | 2013-05-15 | Hotel Véneto, Ciudad de Panamá, Panamá                            |                                                                      |